# フレンチ・ディスパッチ ザ・リバティ、カンザス・イヴニング・サン別冊
『フレンチ・ディスパッチ ザ・リバティ、カンザス・イヴニング・サン別冊』（フレンチディスパッチ ザリバティ カンザスイヴニングサンべっさつ、The French Dispatch of the Liberty, Kansas Evening Sun）は、2021年のアメリカ合衆国のコメディ映画。監督はウェス・アンダーソン、出演はビル・マーレイとベニチオ・デル・トロなど。20世紀のフランスの架空の都市で発行されたアメリカの雑誌『フレンチ・ディスパッチ』の最終号に掲載されたストーリーをオムニバス形式で描く。
2021年7月に開催された第74回カンヌ国際映画祭で初上映された。

## ストーリー
1975年。アメリカ中西部の架空の新聞『ザ・リバティ、カンザス・イヴニング・サン』は、世界中のジャーナリストがオリジナリティあふれる記事を寄稿する、架空の別冊雑誌を持つ。それが1925年創刊の『ザ・フレンチ・ディスパッチ』である。フランスの架空の街アンニュイ=シュール=ブラゼに編集部があり、世界50か国で50万人の読者をかかえている。
創刊者で編集長のアーサー・ハウイッツァー・Jr.が急死したことで、彼の遺言どおりに雑誌を廃刊することが決まる。前払いした定期購読者には、残金の払い戻しも行われる。
現在編集中の雑誌は最終号となった。編集長への追悼を込め、1つのレポートと3つの物語が掲載されることになった。それぞれの記事内容と共に、編集長が存命だった時の編集部の様子を加え、大きく4つのエピソードに分けてオムニバス的に、コミカルかつシュールに描いていく。
「自転車レポーター」では、エルブサン・サゼラック記者により、編集部があるアンニュイ=シュール=ブラゼの街を紹介するエピソード。
「確固たる（コンクリートの）名作」は、美術批評家J.K.L.ベレンセンによる芸術紹介。殺人で服役している天才画家と、その価値を見出した画商、そして絵画のモデルとなっている看守のエピソード。
「宣言書の改訂」は、ルシンダ・クレメンツ記者による学生運動の記録。学生運動のリーダーと、それに恋する会計係の学生らによる数奇なエピソード。
「警察署長の食事室」は、祖国を追われたローバック・ライト記者によるエピソード。美食家の警察署長と、お抱えシェフを中心に、大きな事件が起きる。
最後に、編集長の遺体が安置された編集長室で追悼記事が書かれ、編集部は解散する。
この架空の雑誌および編集者の設定は、実在する雑誌『ザ・ニューヨーカー』からインスパイアされている。

## キャスト
※括弧内は日本語吹替。

### 自転車レポーター
エルブサン・サゼラック
演 - オーウェン・ウィルソン（板取政明）
雑誌『ザ・フレンチ・ディスパッチ』の記者。

### 確固たる（コンクリートの）名作
モーゼス・ローゼンターラー
演 - ベニチオ・デル・トロ（咲野俊介）
投獄された芸術家。

若い頃のローゼンターラー
演 - トニー・レヴォロリ

ジュリアン・カダージオ
演 - エイドリアン・ブロディ（上田燿司）
美術商。

J・K・L・ベレンセン
演 - ティルダ・スウィントン（勝生真沙子）
雑誌『ザ・フレンチ・ディスパッチ』の記者。

シモーヌ
演 - レア・セドゥ（塙英子）
看守でローゼンターラーのミューズ。

ニックおじさん
演 - ボブ・バラバン
カダ－ジオのビジネスパートナーであるおじの1人。

ジョーおじさん
演 - ヘンリー・ウィンクラー
カダ－ジオのビジネスパートナーであるおじの1人。

アップシュアー・“モー”・クランペット
演 - ロイス・スミス（宮寺智子）
美術品収集家。

刑務官
演 - ドゥニ・メノーシェ

### 宣言書の改訂
ルシンダ・クレメンツ
演 - フランシス・マクドーマンド（宮寺智子）
ジャーナリスト。

ゼフィレッリ
演 - ティモシー・シャラメ（加藤ルイ）
学生。

ジュリエット
演 - リナ・クードリ（塙英子）
学生。

ミッチ＝ミッチ
演 - モハメド・ベルハジン
徴兵されていた学生。

ミッチ＝ミッチ役の俳優（新祐樹）
演 - トム・ハドソン
兵士を演じる俳優。

ポール・デュヴァル
演 - クリストフ・ヴァルツ（岩崎征実）
B家の友人。

ミセスB
演 - セシル・ドゥ・フランス
ゼフィレッリの母親。

ミスターB
演 - ギヨーム・ガリエンヌ
ゼフィレッリの父親。

新兵訓練係の軍曹
演 - ルパート・フレンド
兵士を演じる俳優。

モリゾ
演 - アレックス・ロウザー（西村健志）
兵士を演じる俳優。

### 警察署長の食事室
ローバック・ライト
演 - ジェフリー・ライト（岩崎征実）
フード・ジャーナリスト。

トークショーのホスト
演 - リーヴ・シュレイバー（市橋尚史）

警察署長
演 - マチュー・アマルリック（岩崎征実）
息子を誘拐された警察官。

ネスカフィエ警部補
演 - スティーヴン・パーク（西垣俊作）
料理人を兼務している警察官。誘拐事件を解決に導く。

カリフラワー
演 - イポリット・ジラルド
警察署長の古い友人。

アバカス
演 - ウィレム・デフォー
囚人。裏社会の会計士。

運転手ジョー
演 - エドワード・ノートン（西村健志）
誘拐犯。

ショーガール
演 - シアーシャ・ローナン（沼田智佳）
ジジの誘拐犯グループの仲間。

ジジ
演 - ウィンセン・アイト・ヘラル（浅井晴美）
警察署長の幼い息子。

刑事巡査
演 - ダミアン・ボナール

### 追悼記事
アーサー・ハウイッツァー・Jr
演 - ビル・マーレイ（上田燿司）
雑誌『ザ・フレンチ・ディスパッチ』の編集長。モデルは雑誌『ザ・ニューヨーカー』の創始者ハロルド・ロス。

アルムナ
演 - エリザベス・モス
雑誌『ザ・フレンチ・ディスパッチ』の記者。

エルメス・ジョーンズ
演 - ジェイソン・シュワルツマン（市橋尚史）
雑誌『ザ・フレンチ・ディスパッチ』の風刺漫画家。

法律顧問
演 - グリフィン・ダン

ナレーター
演 - アンジェリカ・ヒューストン（勝生真沙子）

## 作品の評価
Rotten Tomatoesによれば、308件の評論のうち高評価は75%にあたる230件で、平均点は10点満点中7.1点、批評家の一致した見解は「ジャーナリズムの精神に対する愛情のこもった頌歌である『フレンチ・ディスパッチ』は、ウェス・アンダーソンの細部にまでこだわった美学のファンであれば最も楽しめる作品であろう。」となっている。
Metacriticによれば、56件の評論のうち、高評価は44件、賛否混在は11件、低評価は1件で、平均点は100点満点中74点となっている。

## 関連書籍
- マット・ゾラー・サイツ（英語版） 著、樋口武志 訳、篠儀直子 日本版翻訳監修『ウェス・アンダーソンの世界 フレンチ・ディスパッチザ・リバティ、カンザス・イヴニング・サン別冊』（2024年7月26日発売、DU BOOKS、ISBN 978-4-8664-7212-6） - 『The Wes Anderson Collection: The French Dispatch』の日本語訳[11]